# 개그 스타
《개그★스타》는 대한민국 한국방송공사(KBS)의 코미디 프로그램이다. 한때 같은 심야코미디 프로그램으로는 문화방송(MBC)의 웃고 또 웃고, SBS(SBS)의 개그 투나잇이 있었다.

## 방송 시간
| 방송 채널 | 방송 기간                         | 방송 시간                |
| --------- | --------------------------------- | ------------------------ |
| KBS 2TV   | 2009년 10월 24일 ~ 2011년 2월 5일 | 매주 토요일 밤 12시 35분 |
| KBS 2TV   | 2011년 2월 12일 ~ 2012년 3월 10일 | 매주 토요일 밤 12시      |

## 간단한 설명
시즌 1은 '발굴'에 중점을 맞췄다면, 시즌 2는 '육성'에 중점을 맞췄다

## 히스토리

### 시즌 1 (초기)
10월 24일에 첫 방송된 '개그스타'는 개그맨 이성미, 이봉원, 박미선, 강성범, 유세윤이 MC로 출연했고 '진실의 식탁', '출사표' 등
개그맨들이 직접 만든 프로그램을 선사했다. 그리고 중반부에 가서는 신인발굴 프로젝트 '전국개그자랑'이라는 프로그램을 진행했다.
1회의 반응은 성공적이었다. "지루하다"는 평가도 일부 있었으나 "신선하다", "대박이다. 앞으로 가능성이 보인다", "완전 웃겼다"는 등, 긍정적인 평이 많았다.
그 다음으로 "시간대가 아쉽다"라는 반응도 있었다. 게다가 시청률도 5% 정도로 동시간대 1위를 차지했다.
동시간대의 '김정은의 초콜릿'과 '스포츠 매거진'은 각각 4%, 1~2%를 차지함으로써 개그스타의 인기를 실감할 수 있었다.
몇달후 방송엔 호평과 함께 시청률은 6.8%, 수도권기준 7.5%라는 대기록을 세웠다.

### 시즌 1 (중기)
하지만 호평에도 불구하고 시간이 지날수록 시청률은 점점 하락했고 더 지나자 3%대에 계속 머물렀다. 그렇게 '김정은의 초콜릿'이 4%대를 계속 유지하며
'개그스타'는 동시간대 1위자리를 탈환하고 말았다.
그리고 갑자기 새롭게 개편한 '웃찾사'가 '개그스타'의 동시간대로 시간대 이동을 했고, 시청률 5%대와 함께 호평이 쏟아졌다.
개편후 2화때는 6%남짓 시청률이 올랐고
시간이 갈수록 시청률은 물오르듯 상승했다. 하지만 다시 시청률이 낮아지며 폐지까지 이어졌다.
그와 동시에 개그스타는 '호평', '시청률', '인지도'라는 세마리 토끼를 점점 잃어가고 있었다.

### 시즌 1 (말기)
SBS는 예능 재방송으로, MBC는 '그곳에서 살아보기'로 자리를 메꿨고 KBS의 '개그스타'는 SBS 재방송을 제외하면 시청률은 동시간대 꼴찌 수준이었다.
'개그스타'는 기자들의 존재감을 완전히 잃었고, '전국개그자랑'의 출연했던 팀의 수는 5~6팀에서 2개의 팀으로 확연히 줄었으며,
12시 35분이라는 시간대를 지키던 개그스타는 11시 50분에, 또 12시 50분에 예고없이 방송하고 2010년 말에는 연달아 무예고 결방사태가 일어나며
제작진들은 '개그스타'를 완전히 포기했다. 시청자 게시판에는 "폐지해라" 등등의 악플들이 열을 이었고 제작진과 시청자, 모두 절망했다.
몇주후 '개그스타'는 "시즌2 3色극장으로 새롭게 돌아온다."라는 말과 함께 시즌1의 막을 내렸다.

### 시즌 2
3개의 홀을 결성하고 각각 3개씩의 개그를 선보인다. '개그스타 시즌1'때 큰 인기를 끌었던 프로그램을 각색하여 보여주거나 창작개그를 선보였다. 관객들이 마음에 드는 극장의 표를 구입해, 표가 제일 많이 팔린 팀은 가운데 자리로,
제일 적게 팔린 팀은 극장이 폐쇄되고, 벌칙을 받는다. 시청자들의 반응은 50:50이었다. (TNmS기준 시청률: 1~3%)
한편, 당초 이봉원 송은이 김준호 3인 진행 체제로 꾸며졌다가 2011년 12월 3일부터 김준호 단독 MC 체제로 변경됐지만 계속된 시청률 부진 뿐 아니라 동시간대 SBS 《개그투나잇》에 밀려 2012년 3월 10일 막을 내렸고 이봉원은 해당 프로그램 시즌 2 하차 후 이 프로그램과 같은 시간에 편성되어 2012년 1월 4일 시작된 TV조선 <코미디쇼 코코아> 고정 출연을 했는데 여자 개그우먼이 남자 개그맨 발 냄새 맡는 장면을 여과 없이 내보내 시청자들의 눈살을 찌푸리게 하여 게임 벌칙 폭력성이 지나쳤다는 지적을 샀으며 2012년 1월 28일부터 10시 50분으로 앞당겨졌으나 동시간대 MBC 《세상을 바꾸는 퀴즈》 KBS 2TV 《청춘불패 2》 SBS 《그것이 알고싶다》에 밀려 시청률 부진을 면치 못하자 2012년 3월 3일 막을 내렸다.

## 구조

### 시즌 1
- 개그맨들이 직접 만든 개그쇼 → 전국개그자랑 → 최종결과

### 시즌 2
- 3色극장 → 개그맨의 자격[9] → 최종결과 → 벌칙
- (최근: 개그맨의 자격 → 3色극장 → 최종결과 → 벌칙),[10]

## 코너

### 시즌 1
- 진실의 식탁 (출연: 이봉원, 유세윤, 이성미, 박미선) - 진실을 말하지 못할 때 즉석에서 레몬을 먹는 벌칙을 받는 개그 꽁트 코너였지만 말기에는 그게 사라지고 일상이야기로 바뀌었다. 47화때에는 걸스데이의 민아가 출연하기도 했다. 가끔씩 김병만이 이성미의 동생으로 나올 때가 있었다. 유세윤과 박미선이 연애 행각을 벌일 시에는 이봉원, 이성미 등이 슬리퍼로 유세윤을 한대 때린다.
- 뉴스유 (출연: 김준호, 김대희, 김숙, 강성범) - 지방 출신의 아나운서와 기자가 뉴스를 진행하면서 겪는 이야기.
- 챔피언 (출연: 김병만, 류담, 조윤호, 허미영, 임우일)
- 족집게 강 (출연: 강성범, 이우제, 장도연) - 강사 역할(강성범)과 학생 역할(이우제, 장도연)이 과외하면서 벌어지는 에피소드다. 초반에는 강성범과 이우제 두 명만 했었으나, 장도연이 출연하기 시작하였다.(과목별로 상황이 벌어진다. 예: 영어 시간에 발음으로 다툼을 한다든지, 듣기 평가 시간에 정차역 안내음(이번 역은, 부분)만 나타내어서 정차역이 어디인지 알아내기나 전국 노래자랑에 맨 처음 전국!(송해 부분) 노래자랑!(시민들 부분)만 듣고 어느 지역에서 하는지 알아 내는 것 등등)
- 도망 바보를 쫓다 주노 (출연: 박미선, 김준호, 김대희, 안일권, 이상호, 이상민) - 인기드라마 추노를 패러디한 코미디로, 모든 캐릭터가 바보로 나온다. 말장난으로 시청자들을 웃기는데 중점을 두었다.
- 셋이 앤더 시티 (출연: 장도연, 박나래, 김민경, 김성원) - 키큰 여성, 키작은 여성, 뚱뚱한 여성의 콤플렉스를 웃음으로 승화시킨 코너.
- 남아일언중천금 (출연: 이봉원, 김준호, 김대희, 김병만, 정명훈, 허미영) - 100% 애드리브 리얼 농대결쇼로 이봉원이 심판(왕)을 보고 허미영이 웃겨야할 주제를 공개한다.[11] 나머지 신하들[12] 이 시청자들과 왕을 웃겨야한다. 웃기지 못하면 어마어마한 벌칙을 받는다. 하지만 신하들중 한명이라도 웃긴사람이 거의 드물어 녹화가 끝날때쯤엔 모두 지쳐있다고 한다.
- 한방쇼 (출연: 이봉원, 김준호, 김대희, 김병만, 심현섭) - 남아일언중천금과 비슷한 컨셉트이고, 이봉원이 직접 웃겨야할 주제를 공개한다. 역시 매주 주제가 바뀌며, 나머지 패널들이 시청자들과 이봉원을 웃겨야 하는 것, 웃기지 못하면 어마어마한 벌칙을 받는 것 등이 남아일언중천금과 동일하다.
- 2인 주식회사 (출연: 양선일, 권재관) - 초기에 했던 코너이다. 사장 역할의 양선일, 총무부 부장, 인사과 과장, 미스 김, 야유회 버스 운전기사 등등의 역할을 맡은 권재관이 콤비를 이루어서 개그를 한다. 대부분 양선일은 사장 역할만 하지만, 권재관은 항상 1인 다역을 한다.(1인 多역)
- 에헤라디야 (출연: 김병만, 심현섭, 류담) - 딱 1회만 하고 나오지 않는 코너이다. 여러 가지 물건의 사연을 소개한다.(예: 옆구리 터진 음식물 쓰레기 비닐봉투, 옆에 있는 어린 덩쿨이 자꾸 몸으로 기어 올라온다는 나무 등등)

### 전국개그자랑
- 더 팬 (출연: 송재일, 고효심)
- 괜찮다 (출연: 이동진, 유재환, 홍훤) - 모든 노래에 포인트를 찾아 긍정적으로 바꾸는 형식의 코미디. 심사위원들의 호평을 많이 들은 코너로 유명하다.
- 신개념 리얼 버라이어티 (출연: 김태원, 이영준, 이상훈)
- 늦었어 (출연: 신종령, 송영길) - 행동이 느린 역할(송영길)과 눈치 빠른 역할(신종령)이 있다. (예: 환자(송영길)과 의사(신종령), 학생(송영길)과 선도부(신종령) 등등). 개그스타 최초로 5연승을 달성한 코너.(1회부터 우승하여 5회에 5연승을 달성한다) 5연승을 하여 두 사람은 공채 개그맨 시험에서 가산점을 받아서 합격한다.
- 봉이 이선달(출연: 이상훈) - 판매원이 손님에게 물건 소개를 하는 내용으로, 부동산, 구멍가게 등등에서 벌어지는 상황으로 되어있다. (예: 부동산에서 포장마차를 집으로 소개하는 등)
- 터닝포인트 (출연: 김병준, 김지석, 김해청, 장준상)

### 시즌 2

#### 이봉원 홀
- 판타지 극장 (출연: 김정훈, 이원석, 김정환, 한선찬, 박진아 외)
- 도개걸즈 (출연: 김진철, 이혜석, 장기영, 이원구, 류정남)
- 에구구구 (출연: 최서인, 박은영, 이수지)
- 시사요리쇼 맛 좀 볼래? (출연: 김국진, 신용훈)
- 에구구 BAND (출연: 최서인, 김민형, 박은영, 이수지)
- 그 남자들의 사정 (출연: 이찬, 최재원, 김찬혁, 박재현, 서은미)
- 특목고 (출연: 최충호, 송기우, 박강균, 이상수)
- 에구구 메들리 (출연: 최서인, 김민형, 박은영, 이수지, 전검지)

#### 송은이 홀
- 차별 법정 (출연: 고효심, 강현욱, 곽범, 김동우)
- 박쥐 (출연: 김영준, 김정현)
- 탁월한 캐스팅 (출연: 이영준, 이찬, 김찬혁, 김영식, 최수락, 김혜선)
- 용서받지 못한 자 (출연: 홍훤, 유재환, 이동진)
- 복불복 개그쇼 (출연: 김영준, 곽범, 김정현)
- 어색한 사람들 (출연: 전필구, 권형준)
- 내 머리 속의 지우개 (출연: 박영규, 김현기, 마승태)
- 너만 무서운 이야기 (출연: 오기환, 강현욱, 이초롱)
- 갈팡질팡 (출연: 이화랑, 김종원, 정익현)
- 괜찮다 (출연: 유재환, 이동진, 김완배)
- 응급실 (출연: 민지영, 유인석, 임재훈, 김병준, 김일권)
- 벌써 1년 (출연: 김종원, 이초롱, 안상훈)

#### 김준호 홀
- 소극장 배우들 (출연: 송기우, 김태원, 이문재)
- 속타는 스마트폰 (출연: 유한결, 김현진, 정진영, 정승환, 정해철)
- 해결사 오기환 (출연: 송왕호, 오기환, 복현규)
- 위기 리크스 (출연: 김현진, 송왕호, 홍현우 외)
- 티 확나는데 (출연: 공민영, 정일진)
- 나는 신인배우다 (출연: 정구양, 이명백, 류성곤)
- 직장인 동호회 (출연: 최충호, 박강균, 정찬민, 김현수, 이화랑, 김승진)
- 동화 뉴스 (출연: 김대웅, 민지영, 장윤희, 안가연, 박주영, 김영준, 송왕호, 하재훈, 김지석, 홍현우)
- 생활 속의 퀴즈 (출연: 하재훈, 유인석, 임재훈, 박준호, 김일권, 김병준)
- 그림 일기 (출연: 김명선, 최수락, 고효심, 김진용)
- 한번쯤은 (출연: 정구양, 이명백, 박형민, 김승진, 전수희)
- 최종병기 말 (출연: 서은미, 복현규, 김영식, 이영준)
- 공익 캠페인 (출연: 이화랑, 권형준, 고효심, 김승진)
- 장군멍군 (출연: 김지석, 최지용, 김해청, 유한결)

## 진나이 토모노리
개그스타 69~71화에서 진나이 토모노리의 혼자 놀기라는 코너에 진나이 토모노리가 출연한 적 있다.

## 시청률
- 2009년 10월 24일 : 제 1회 6.3%예능 11위
- 2009년 10월 31일 : 제 2회 5.2%예능 10위
- 2009년 11월 7일 : 제 3회 4.0%예능 18위
- 2009년 11월 14일 : 제 4회 3.1%예능 12위
- 2009년 11월 21일 : 제 5회 1.0%예능 24위
- 2009년 11월 28일 : 제 6회 1.1%예능 34위
- 2009년 12월 5일 : 제 7회 0.4%예능 31위
- 2009년 12월 12일 : 제 8회 0.9%예능 45위
- 2009년 12월 19일 : 제 9회 성탄특집 제 1탄 0.2%예능 59위
- 2009년 12월 26일 : 제 10회 성탄특집 제 2탄 1.5%예능 41위
- 2010년 1월 2일 : 제 11회 1.2%예능 46위
- 2010년 1월 9일 : 제 12회 3.9%예능 20위
- 2010년 1월 16일 : 제 13회 1.9%예능 77위
- 2010년 1월 23일 : 제 13회 스폐셜 1부 1.5%예능 76위
- 2010년 1월 30일 : 제 13회 스폐셜 2부 0.9%예능 98위
- 2011년 11월 12일 : 제 14회 0.0%예능 135위
- 2011년 11월 19일 : 제 15회 0.9%예능 139위
- 2011년 11월 26일 : 제 16회 티아라 출연6.9%예능 11위
- 2011년 12월 17일 : 제 17회 레인보우 출연 7.8%(최고)예능 7위
- 2012년 1월 7일 : 제 18회 이수근 출연 3.6%예능 19위
- 2012년 1월 14일 : 제 19회 브레이브 걸스 출연 4.6%예능 17위
- 2012년 1월 21일 : 제 20회 하지원 출연 6.8%예능 10위
- 2012년 3월 31일 : 제 21회 개그맨 목욕탕가다 특집편 2.6%예능 21위

## 결방
- 2010년 1월 2일 - 신년특선영화 《엽문》편성[13]
- 2010년 2월 13일 - 설 특선영화 《타짜》편성[14]
- 2010년 3월 27일 ~ 4월 24일 - 《천안함 피격 사건》여파로 결방[15]
- 2010년 6월 12일 - 11시 15분부터 특선영화 《킬러들의 도시》편성[16]
- 2010년 12월 4일 - 11시 15분부터 특선영화 《시크릿》편성[17]
- 2010년 12월 11일 - 10시 15분부터 단막극 《드라마 스페셜》 《락 락 락》1~2부 편성[18]
- 2010년 12월 25일 - 10시 15분부터 《KBS 연예대상》1~2부 편성[19]
- 2011년 1월 29일 - 아시안컵 축구 결승 <호주 VS 일본> 중계 편성[20]
- 2011년 6월 25일 - 특선영화 《포화 속으로》편성[21]
- 2011년 7월 30일 - 11시 20분부터 <뮤직뱅크 In 도쿄 K팝 페스티벌> 1~2부 편성[22]
- 2011년 8월 27일 - 11시 20분부터 대구 세계육상선수권대회 특선영화 《불의 전차》편성[23]
- 2011년 9월 10일 - 추석 특집 프로그램 편성
- 2011년 10월 22일 - 10시 10분부터 <UN 가입 20주년 기념 뉴욕 코리아> 페스티벌 1~2부 편성[24]
- 2011년 12월 17일 - <TOP 밴드 록 페스티벌> 편성[25]
- 2011년 12월 24일 - 특선영화 《이클립스》편성[26]
- 2011년 12월 31일 - 특선영화 《이층의 악당》편성[27]
- 2012년 1월 7일 - 특선영화 《한반도》편성[28]
- 2012년 2월 4일 - 해외 걸작 드라마 시리즈 《셜록》2부 편성[29]
- 2012년 2월 18일 - 11시 5분부터 공사창립 특집 《뮤직뱅크》 파리공연 1~2부 편성[30]
- 2012년 3월 3일 - 공사창립 특선영화 《하모니》편성[31]

## 같이 보기
- 웃고 또 웃고
- 코미디쇼 희희낙락
- 웃찾사
- 개그사냥
- 개그콘서트
- 개그투나잇

| KBS 코미디 프로그램                                    | KBS 코미디 프로그램                            | KBS 코미디 프로그램                         |
| 이전 작품                                              | 작품명                                         | 다음 작품                                   |
| ------------------------------------------------------ | ---------------------------------------------- | ------------------------------------------- |
| 코미디쇼 희희낙락 (2009년 4월 24일 ~ 2009년 10월 16일) | 개그★스타 (2009년 10월 24일 ~ 2012년 3월 10일) | 개승자 (2021년 11월 13일 ~ 2022년 3월 12일) |